# Balestrate
Balestrate ist eine Stadt der Metropolitanstadt Palermo in der Region Sizilien in Italien mit 6283 Einwohnern (Stand 31. Dezember 2023).

## Lage und Daten
Balestrate liegt 57 km westlich von Palermo. Die Einwohner leben hauptsächlich vom Weinbau und vom Sommer-Tourismus.
Die Nachbargemeinden sind Alcamo (TP), Partinico und Trappeto.

## Geschichte
Der Ort wurde 1681 gegründet. Vorher befand sich hier eine Anlage zum Thunfischfang.

## Sehenswürdigkeiten

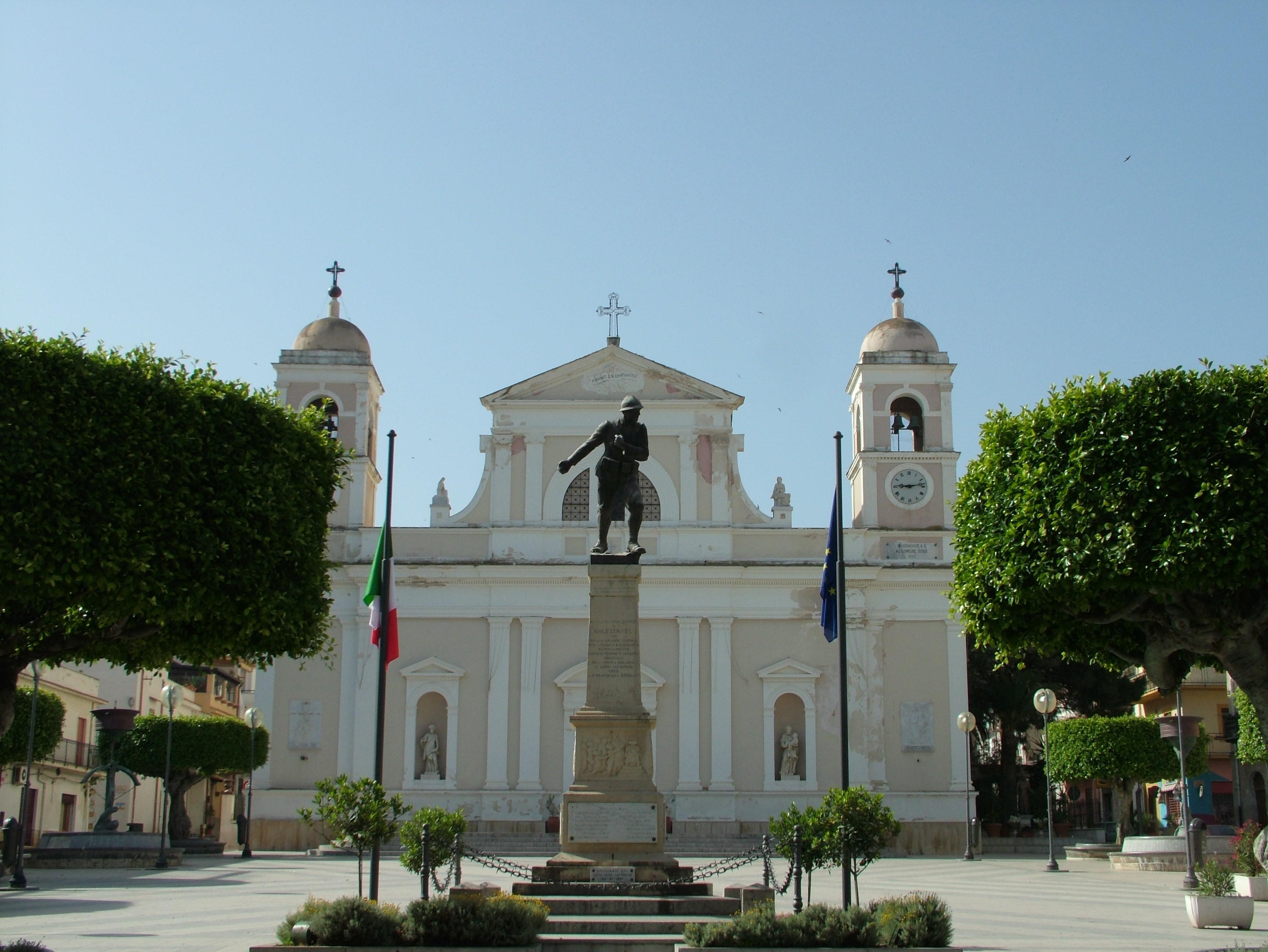
Balestrate die Kirche mit Kriegerdenkmal

- Pfarrkirche aus dem 19. Jahrhundert